# Вишни Храбовец
Вишни Храбовец (слч. Vyšný Hrabovec) насељено је мјесто са административним статусом сеоске општине (слч. obec) у округу Стропков, у Прешовском крају, Словачка Република.

## Становништво
| Година:    | 1994. | 2004.   | 2014. | 2024.   |
| ---------- | ----- | ------- | ----- | ------- |
| Број људи: | 198   | 200     | 180   | 188     |
| Разлика:   |       | +1,01 % | -10 % | +4,44 % |

| Година:    | 2023. | 2024.   |
| ---------- | ----- | ------- |
| Број људи: | 192   | 188     |
| Разлика:   |       | -2,08 % |

Према подацима о броју становника из 2024. године насеље је имало 188 становника.